# Prosopocoilus tarsalis tarsalis
Prosopocoilus tarsalis tarsalis es una especie de coleóptero de la familia Lucanidae.

## Distribución geográfica
Habita en Java (Indonesia).